# Cardinalis
Cardinalis Bonaparte, 1838 è un genere di uccelli della famiglia Cardinalidae. Al genere vengono ascritte tre specie, distribuite in Nord America e nella parte settentrionale del Sud America, note col nome comune di cardinali in virtù della colorazione rossa più o meno accentuata del corpo.

## Descrizione
I cardinali sono uccelli di taglia medio-piccola (25 cm circa), caratterizzati da aspetto tozzo, becco conico e robusto, lunga coda rettangolare e da una caratteristica cresta erettile sulla testa, presente in ambo i sessi: in tutte le specie è presente un netto dimorfismo sessuale, in quanto le femmine mancano dell'estesa colorazione rossa dei maschi, sebbene presentino aree rosse poco estese sul corpo.

## Tassonomia
Il genere comprende le seguenti specie:
- Cardinalis cardinalis (Linnaeus, 1758) - cardinale rosso
- Cardinalis phoeniceus Bonaparte, 1838 - cardinale vermiglio
- Cardinalis sinuatus Bonaparte, 1838 - cardinale del deserto